# Dscharylhatsch
Dscharylhatsch (ukrainisch Джарилгач; russisch Джарылгач/Dscharylgatsch; übersetzt aus dem türkischen „verbranntes Holz“) ist eine unbewohnte, ukrainische Insel im Schwarzen Meer.
Sie ist mit 5605 ha die größte Insel der Ukraine und des Schwarzen Meeres und zu einem Teil ein Nationalpark.
Zu Herodots Zeiten wurde Dscharylhatsch und seine Nachbarinsel Tendra als Rennbahn des Achilleus bezeichnet.

## Geographie

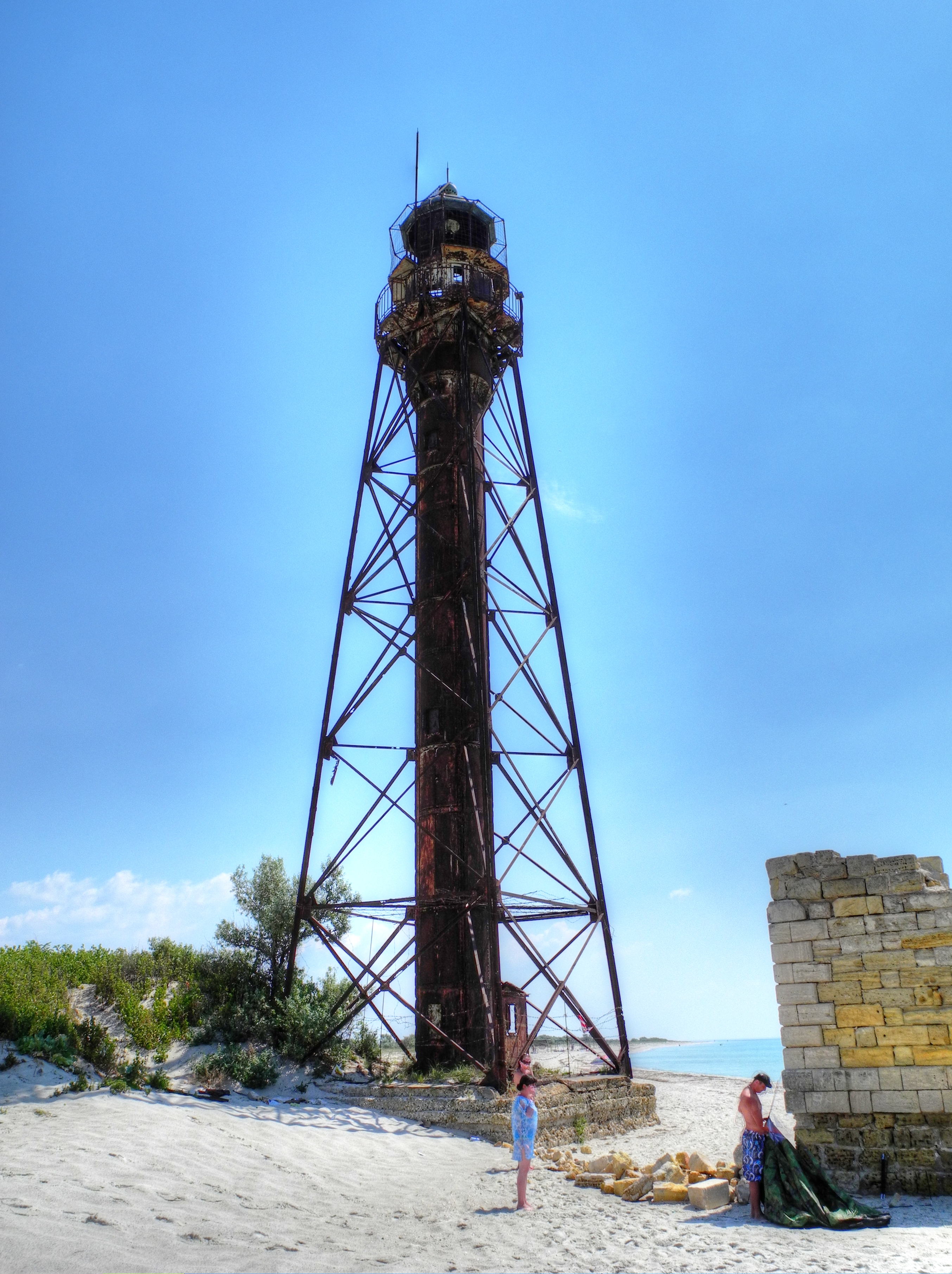
Der 24 m hohe, ehemalige Leuchtturm von 1902 an der Ostspitze der Insel, siehe Leuchtturm Dscharylhatsch.

Die Insel liegt in der, nach der Ramsar-Konvention geschützten, Karkinitska-Bucht des Schwarzen Meeres zwischen der Nord-Westküste der Halbinsel Krim und der Festlandküste der Oblast Cherson. Sie bildet die südliche Begrenzung der Dscharylhatsch-Bucht, an deren gegenüberliegendem Ufer sich die Stadt Skadowsk befindet.
Administrativ gehört Dscharylhatsch zum Rajon Skadowsk in der Oblast Cherson. Zwei Kilometer vor dem Beginn der Nehrung liegt der Kurort und Siedlung städtischen Typs Lasurne (Лазурне).
Die Insel hat eine Fläche von 56 km² (5605 ha) und die gesamte Länge von Westen nach Osten beträgt etwa 42 km. Die maximale Länge der eigentlichen Insel beträgt von Westen nach Osten etwa 23 km und die Breite von Norden nach Süden beträgt maximal 4,6 km. Die Länge der Nehrung, die beinahe bis an das Festland reicht, beträgt etwa 19 km bei einer Breite von 30 m bis 430 m. Der höchste Punkt liegt 2,8 m über dem Ufer der Insel. Die durchschnittliche Höhe liegt 0,4 bis 0,5 m über dem Meeresspiegel.

## Klima
Auf der Insel herrscht ein gemäßigtes, trockenes Klima. Die durchschnittliche jährliche Niederschlagsmenge liegt unter 400 mm. Im Winter ist die durchschnittliche Temperatur −1 bis −2 °C, im Sommer beträgt sie +23 °C.

## Flora und Fauna
Dscharylhatsch hat saubere Sandstrände und Mineralquellen. In der Mitte befindet sich eine Süßwasserquelle, und mehr als vierhundert kleine Salzseen sind über die ganze Insel verstreut. Die einzigartige Flora und Fauna ist noch gut erhalten. Sie ist ein Lebensraum für Wildschweine, Hirsche, Mufflons, Pferde sowie zahlreiche Möwen und Kormorane. Durch das Dekret des Präsidenten № 1045/2009 vom 11. Dezember 2009 ist ein Teil der Insel nationaler Naturpark.